# 芦屋真人
芦屋真人（あしやまさと、1970年 - 2014年1月7日）は、日本の建築家。
静岡県静岡市生まれ。1992年、日本大学生産工学部建築工学科卒業。1992～1999年（株）黒川紀章建築都市設計事務所勤務。
2001年、AAスクール大学院修士課程修了。2002年、一級建築士事務所a-scopeを阿部泰道と共同設立。2006年、パックス（静岡県御殿場市）でグッドデザイン賞。2007年、相澤康子とアシヤアーキテクツ1級建築士事務所設立。横浜市と沼津市に事務所を構える。2008年NISCイソバンドデザインコンテストグランプリ。2011年、四国化成 内装材部門 優秀賞。ASJ厚木スタジオ「大野台の家」竣工。2013年、川口市まちかどスポット賞。2014年、「大社の杜 みしま」で静岡県景観賞まちなみ部門最優秀賞。
2014年1月7日、急性大動脈解離のため死去。

## 参考
- 建築について | 会社案内 | AUTOSPEC. アウトスペック
- アシヤアーキテクツ 故 芦屋真人氏の遺作
- 空家プロジェクト - 株式会社 辰
- アシヤアーキテクツ
- 建築家のアスリートたち、竹山聖、芦屋真人・相澤康子
- パックス [静岡県御殿場市竃2012-36 | 受賞対象一覧]
- 日刊建設新聞2008年08月22日刊
- 照明学会誌 1998年 Vol.82 / 第82巻　第6号　1998年6月
- 神奈川の建築家とつくる家　掲載34人（建築ジャーナル、2011年）